# Сериково
Сериково — село в Бутурлиновском районе Воронежской области.
Административный центр Сериковского сельского поселения.

## География

### Улицы
- ул. Декабристов,
- ул. Крупская,
- ул. Новая,
- ул. Октябрьская,
- ул. Первомайская,
- ул. Советская.

## Население
| 1859 | 1897  | 2010 |
| ---- | ----- | ---- |
| 1031 | ↗1143 | ↘435 |